# Libourne Football Association 2024
 (septembre 2023).
Si vous disposez d'ouvrages ou d'articles de référence ou si vous connaissez des sites web de qualité traitant du thème abordé ici, merci de compléter l'article en donnant les références utiles à sa vérifiabilité et en les liant à la section « Notes et références ».
Pour les articles homonymes, voir LFA.
Maillots
Actualités
Dernière mise à jour : 14 octobre 2024.
Le Libourne Football Association 2024 est un club de football français fondé en 1935 et basé à Libourne dans le département de la Gironde. Il évolue en Départemental 1 du District de la Gironde depuis la saison 2024-2025. Il porta le nom de FC Libourne-Saint-Seurin de 1998 à 2009 à la suite de la fusion entre l'AS Libourne et l'AS Saint-Seurin. Le club a repris son nom initial de « Football Club de Libourne » en 2009 lors de la séparation des deux associations. En 2024, le club évoluant alors en National 2 est rétrogradé en District pour raisons financières et prend ensuite le nom de « Libourne Football Association 2024 ».

## Histoire
Le Football Club de Libourne est fondé en 1935,[source insuffisante] par Georges Kany. Disputant sa première rencontre le 5 mars 1935 sur le pré Taillefer, le F.C.L. évolue ensuite sur le terrain de Sales, puis utilise de temps en temps le stade municipal de Plince. Cette dernière enceinte étant principalement destinée au rugby, le F.C.L. se replie au stade de la Terrasse, nouvellement édifié. La Terrasse étant rasée après la seconde guerre, les Pingouins partagent alors le stade de la Plante avec l'école locale de rugby à XIII.
Le club du président Jean-Antoine Moueix (entre 1939 et 1979) gravit à vitesse grand V les échelons de la hiérarchie pour rejoindre, dès 1948, puis en 1952, le CFA. Ces participations à la compétition majeure amateur française sont fugitives en raison d'un manque cruel de moyens.
C'est finalement en 1965 qu'est édifié tout près du centre-ville, l'actuel stade Jean-Antoine-Moueix.
Sportivement, après un séjour en Division d'Honneur, le club réagit en devenant omnisports sous le nom d'Association Sportive Libournaise (1966). Depuis cette date, Libourne joue les premiers rôles en Division d'Honneur de la Ligue du Sud-Ouest, accédant finalement en D3 en 1971 après avoir refusé l'accession en CFA en 1969 malgré le titre de champion du Sud-Ouest décroché par les Pingouins.
En 1975, le club connaît une saison délicate. 16es de finaliste de la Coupe de France, l'A.S.L est condamnée à la descente en championnat. Repêchés de justesse, les Pingouins recrutent l'entraîneur André Menaut qui impose sa rigueur.
En 1979, après 40 ans de présidence, Jean-Antoine Moueix disparaît. Diminué par la maladie, il eut le temps de désigner son successeur : Alain Donné. Cette disparition a des conséquences sur les finances du clubs, car le président Moueix n'hésitait pas à mettre la main à la poche… Pour permettre à la section football de conserver son standing, les 17 autres sections du club omnisports n'hésitèrent pas à se passer d'une subvention municipale exceptionnelle. Belle solidarité! Malgré ces soucis, la saison 1979-80 est excellente. En Coupe de France, Libourne s'incline 2-1, après un match extraordinaire, face au finaliste de l'édition précédente : l'AJ Auxerre. En championnat, à l'issue d'une course-poursuite avec La Rochelle, Libourne accède en D2.
En 1998, la fusion avec l'AS Saint-Seurin (fondée en 1927) donne naissance au Football Club de Libourne Saint-Seurin-sur-L'Isle. Après plusieurs saisons en CFA puis en National, le club accède à la Ligue 2 en 2006. Malheureusement le club ne parvient pas à se maintenir et redescend en National en 2008.
Les saisons 2001-2002 et 2002-2003 voient le club faire sensation en Coupe de France :  
- le 15/12/2001 en 32èmes de finale, Libourne-St Seurin élimine Lille (D1) 2 buts à 0 ; 
- en 16èmes de finale, Libourne- St Seurin élimine Metz (D1), 2-1 (a.p.) ; 
- en 8èmes de finale, Libourne St Seurin élimine Châteauroux (D2) 2-0.
Mais en quarts de finale, les Pingouins s'inclinent face à Bastia (D1) 0-1 (a.p.).
En 2002-2003, contre toute attente, Libourne-St Seurin sort le champion de France l'Olympique lyonnais 1 but à 0 en 32èmes de finale, puis Le Mans (L2) aux tirs au but (12-11 !), mais quitte la Coupe de France en 8èmes de finale après une défaite face à Rennes (0-3).
Le 16 juin 2009, la DNCG rétrograde administrativement le club en CFA. En octobre 2009, Libourne et St Seurin divorcent. Le Football Club Libourne Saint-Seurin devient le Football Club de Libourne. Le 13 juillet 2010, le CNOSF rétrograde administrativement le FC Libourne en CFA 2, deux ans seulement après avoir quitté la Ligue 2 en 2008.
Le calvaire continue en 2011, car l’équipe floquée du pingouin est reléguée encore une fois, en DH, mais cette fois c'est une rétrogradation sportive et non administrative comme ce le fut pour les années précédentes. Pire : à la fin de la saison 2011-2012, le club est à nouveau relégué sportivement, et évolue désormais en DSR (Division supérieure régionale, en dessous de la Division d'honneur).
Lors de la saison 2012-2013 les Pingouins survolent le championnat DSR, et retrouvent l'élite Régionale (DH). Ils disputent ce championnat lors de la saison 2014-2015 sous la houlette de Michel Pavon et terminent à la seconde place. Le club réalise de beaux parcours en coupe, avec une finale de Coupe d'Aquitaine perdue face à Lège Cap Ferret (CFA2) et un huitième tour de Coupe de France face à Tours (L2).
Lors de la saison 2016-2017, l'équipe est entraînée par Laurent Dauriac et termine à nouveau à la deuxième place. Le club accède finalement au National 3 (ex CFA 2) puis est rétrogradé en Régional 1 depuis la saison 2017-2018.
À l'issue d'une saison 2019-2020 raccourcie en raison de la pandémie de Covid-19 en France, Libourne termine premier de sa poule. Après l'annonce par la Fédération française de football de l'arrêt des championnats amateurs, le club est promu en National 3.
À l'issue de la saison 2022-2023, le club termine premier du groupe Nouvelle-Aquitaine en National 3, et retrouve donc le National 2, 15 ans après.
Après avoir échappé de peu à la montée en Nationale lors de la saison 2023-2024, le président du club annonce sa démission et doit déclarer le club en cessation de paiement auprès du tribunal de grande instance de Libourne alors que plusieurs salariés du club ne sont plus payés depuis mars. Le club déjà sanctionnée le 28 mai 2024 par la DNCG de relégation en National 3, repart en Départementale 1 sous le nom de Libourne Football Association 2024.

## Ancien entraîneurs
- Serge Hestroffer.
- 1972-1976 :  Jean-Claude Casties.
- 1976-1984 :  André Menaut.
- 1984-1993 : ?
- 1993-1997 :  Jean-Louis Petitbois
- 1997-2004 :  Jean-Marc Furlan
- 2004-2005 :  André Menaut.
- 2005-Décembre 2008 :  Didier Tholot
- Décembre 2008-2011 :  Thierry Oleksiak
- 2011-2014 : ?
- 2014-2016 :  Michel Pavon
- 2016-2019 :  Laurent Dauriac
- En cours :  Franck Vallade

## Palmarès
| Compétitions nationales | Compétitions régionales |
| --- | --- |
| Championnats - CFA/National 2 (1) - Vainqueur : 2003 (Groupe D) - CFA 2/National 3 (2) - Vainqueur : 1999 (Groupe F), 2023 (Groupe Nouvelle-Aquitaine) Coupe - Coupe de France - Meilleure performance : Quarts de finale en 2002 | Championnat - Championnat d’Aquitaine de Division Honneur (3) - Vainqueur : 1952, 1969, 1983 Coupe - Coupe d'Aquitaine (6) - Vainqueur : 1941, 1946, 1978, 1986, 1987, 2004 |

## Logos
Le logo du club de football de Libourne représente historiquement un pingouin. Ce nom vernaculaire porté en français par deux espèces d’oiseaux de la famille des alcidés, dont la seule espèce encore vivante, le petit Pingouin, est originaire de l'hémisphère nord.
Il est cependant notable que les changements successifs de logos ont amené à ce que l'animal aujourd'hui est un manchot, par abus de langage, le pingouin étant souvent confondu avec les manchots.

Logo de l'AS Libourne dans les années 80
Premier logo de Libourne-Saint-Seurin en 1998
Dernier logo de Libourne-Saint-Seurin
Logo jusqu'en 2022
Logo de 2022 à 2024.